# Царенко, Вера Петровна
Вера Петровна Царенко (26 января 1940, Кривой Рог, Днепропетровская область — 31 марта 2022) — советский и российский учёный в области плодоводства, профессор (1996), член-корреспондент РАН (2014).

## Биография
Родилась 26 января 1940 года в городе Кривой Рог Днепропетровской области УССР.
В 1965 году окончила Приморский сельскохозяйственный институт.
В 1965—1971 годах работала бригадиром-агрономом опытного хозяйства Приморского СХИ.
С 1971 года работала на Дальневосточной опытной станции Всероссийского НИИ растениеводства имени Н. И. Вавилова, пройдя путь от младшего научного сотрудника до директора (с 1986 года).
В 1992 году защитила докторскую диссертацию.
В 1996 году присвоено учёное звание профессора.
В 2001 году избрана членом-корреспондентом РАСХН.
В 2014 году стала членом-корреспондентом РАН (в рамках присоединения РАСХН к РАН).
Умерла 31 марта 2022.

## Научная деятельность
Видный учёный в области систематики, морфологии, биологии, селекции и практического использования косточковых культур.
Была руководителем 20 экспедиций по обследованию ареалов дикорастущих восточно-азиатских видов плодовых растений в Приморском и Хабаровском краях, Сахалинской и южной части Амурской областей.
Выявила новые местообитания дикорастущих видов плодовых растений, составлены карты ареалов, собрана и заложена уникальная коллекция из 800 образцов восточно-азиатских видов плодовых растений Дальнего Востока России.
Автор и соавтор 20 крупноплодных и зимостойких сортов вишни войлочной и 4 сортов сливы.
Член совета Дальневосточного научно-методического центра РАСХН, член совета генетиков и селекционеров России.
Автор около 100 научных трудов, в том числе 16 книг и брошюр. Имела 13 авторских свидетельств на изобретения. Ряд трудов опубликован за рубежом.

### Избранные труды
- Особенности морфологии и биологии сливы уссурийской - кандидатская диссертация[2]
- Генофонд косточковых плодовых растений Дальнего Востока и его использование в селекции[3]
- Слива уссурийская / Владивосток: Дальневост. кн. изд-во, 1981. — 103 c.
- Слива (сорта диплоидных видов) / соавт. В. Л. Витковский. — Л., 1990. — 42 c. — (Кат. мировой коллекции ВИР; Вып. 560).
- Вишня / соавт.: В. Л. Витковский, Н. А. Царенко. — Л., 1991. — 140 с. — (Кат. мировой коллекции ВИР. Дикорастущие косточковые плодовые растения Дал. Востока; Вып. 573).
- Технология выращивания саженцев вишни войлочной зелёным черенкованием: метод. указания / соавт. Н. А. Царенко; ВИР. Дальневост. опыт. станция. — Владивосток, 1999.

## Награды
- Медаль «Ветеран труда» (1987).